# Cesare Fiorio

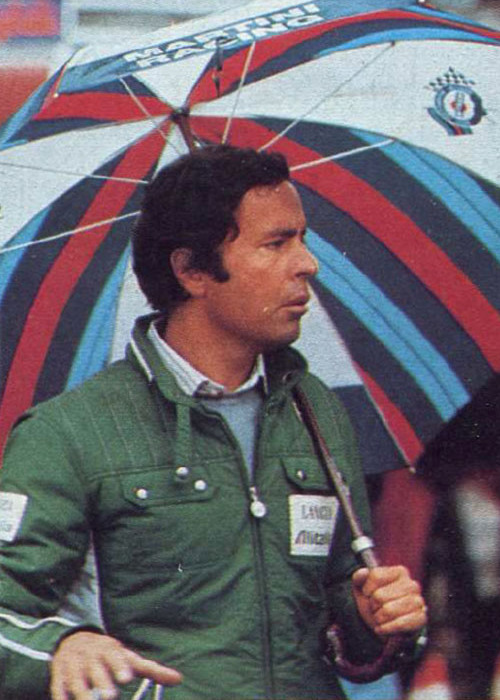
Cesare Fiorio 1975

Cesare Fiorio (* 5. Mai 1939 in Turin) war Teammanager des Lancia-Rallye-Teams und in der Formel 1 Rennleiter bei Ferrari, Ligier und Minardi.

## Karriere
Durch seinen Vater, der in den 1950er-Jahren die Werbeabteilung von Lancia leitete, kam Fiorio früh in Kontakt mit dem Motorsport. Fiorio strebte vorerst eine Karriere als Rennfahrer an und begann Anfang der 1960er-Jahre mit dem Rennsport. 1961 gewann er auf einem Fiat die italienische GT-Meisterschaft. Nach einem Start bei der Rallye Monte Carlo 1962, wo der durch einen Unfall früh ausschied, beendete er seine kurze Karriere wieder und wechselte ins Management von Lancia. Dort begann er Mitte der 1960er-Jahre ein Rallyeteam aufzubauen und zu etablieren. Lancia hatte bereits zehn Jahre zuvor sehr schnell im internationalen Motorsport Fuß gefasst. Mit dem Lancia D50 in der Formel 1 und bei internationalen Sportwagenrennen konnte die Werksmannschaft einige Erfolge erzielen. Ende 1955 wurde die Rennabteilung aber an Ferrari verkauft.
Fiorio ließ zuerst Lancia Flavias zu Rallyefahrzeugen umbauen. Rasch stellte sich heraus, dass die großen Limousinen für den Rallyesport nur bedingt geeignet waren. Daher entschied man sich für das neue Lancia Fulvia HF Coupé, das ab 1966 gebaut wurde, als Einsatzfahrzeug.
Schon 1967 stellten sich erste Erfolge ein. Ove Andersson gewann die Rallye Katalonien und Sandro Munari siegte bei der Tour de Corse. Nach dem Gewinn der Rallye-Europameisterschaft durch Harry Källström 1969 begann eine lange Ära von Erfolgen, gekrönt durch Gesamtsiege bei der Markenwertung in der Rallye-Weltmeisterschaft. Unter der Führung von Fiorio gewann Lancia siebenmal diesen Titel. Auch für das Sportwagenprogramm von Lancia – zum Einsatz kamen die LC1- und LC2-Prototypen – war Fiorio verantwortlich.
Inzwischen waren sowohl Lancia als auch Alfa Romeo von Fiat übernommen worden und Fiorio stieg in der Hierarchie nach oben. 1988 wurde er neben seiner Tätigkeit bei Lancia auch Sportdirektor bei Alfa Romeo. Ein Jahr zuvor wurde er in den Vorstand des Fußballklubs Juventus Turin – der ebenfalls zum Fiat-Konzern gehört – berufen.
Nachdem eine weitere Fiat-Tochter, die Scuderia Ferrari, in der Formel-1-Weltmeisterschaft seit 1979 keinen Titel mehr gewonnen hatte, wurde der erfolgreiche Lancia-Teamchef Fiorio 1989 neuer Rennleiter bei Ferrari. Die Zeit von Fiorio bei der Scuderia war geprägt von Intrigen und vergebenen Chancen. Der Franzose Alain Prost verlor 1990 die Weltmeisterschaft zwar nur knapp an Ayrton Senna, wurde 1991 nach anhaltender Kritik an den Rennwagen der Scuderia aber vorzeitig entlassen. Da war Fiorio bereits nicht mehr Rennleiter. Er trat nach dem Großen Preis von San Marino 1991 zurück, als Prost und Jean Alesi nach wenigen Runden ausgefallen waren.
Fiorio verließ den Fiat-Konzern und wurde 1994 Teamchef bei Ligier, eine Funktion, die er mit Unterbrechungen bis zur Übernahme des Rennstalls durch Alain Prost 1997 innehatte.
Nach drei Jahren als Rennleiter bei Minardi trat er im Jahr 2000 vom Motorsport zurück und ist seither bei der staatlichen italienischen Rundfunkanstalt RAI als Kommentator tätig.
Auch sein Sohn Alessandro Fiorio fand den Weg in den Motorsport und war von 1986 bis 2002 in der Rallye-Weltmeisterschaft aktiv.
In dem 2024 veröffentlichen Spielfilm Race for Glory: Audi vs. Lancia wird Fiorio von Riccardo Scamarcio gespielt.

## Statistik

### Einzelergebnisse in der Sportwagen-Weltmeisterschaft
| Saison | Team       | Rennwagen       | 1   | 2   | 3   | 4   | 5   | 6   | 7   | 8   | 9   | 10  | 11  | 12  | 13  | 14  | 15  |
| ------ | ---------- | --------------- | --- | --- | --- | --- | --- | --- | --- | --- | --- | --- | --- | --- | --- | --- | --- |
| 1961   | Jolly Club | Lancia Appia    | SEB | TAR | NÜR | LEM | PES |     |     |     |     |     |     |     |     |     |     |
| 1961   | Jolly Club | Lancia Appia    |     | 23  |     |     |     |     |     |     |     |     |     |     |     |     |     |
| 1962   |            | Lancia Flaminia | DAY | SEB | SEB | MAI | TAR | BER | NÜR | LEM | TAV | CCA | RTT | NÜR | BRI | BRI | PAR |
| 1962   |            | Lancia Flaminia |     | DNF |     |     |     |     |     |     |     |     |     |     |     |     |     |
| 1968   | Jolly Club | Lancia Fulvia   | DAY | SEB | BRH | MON | TAR | NÜR | SPA | WAT | ZEL | LEM |     |     |     |     |     |
| 1968   | Jolly Club | Lancia Fulvia   |     | DNF |     |     |     |     |     |     |     |     |     |     |     |     |     |